# Róża węgierska

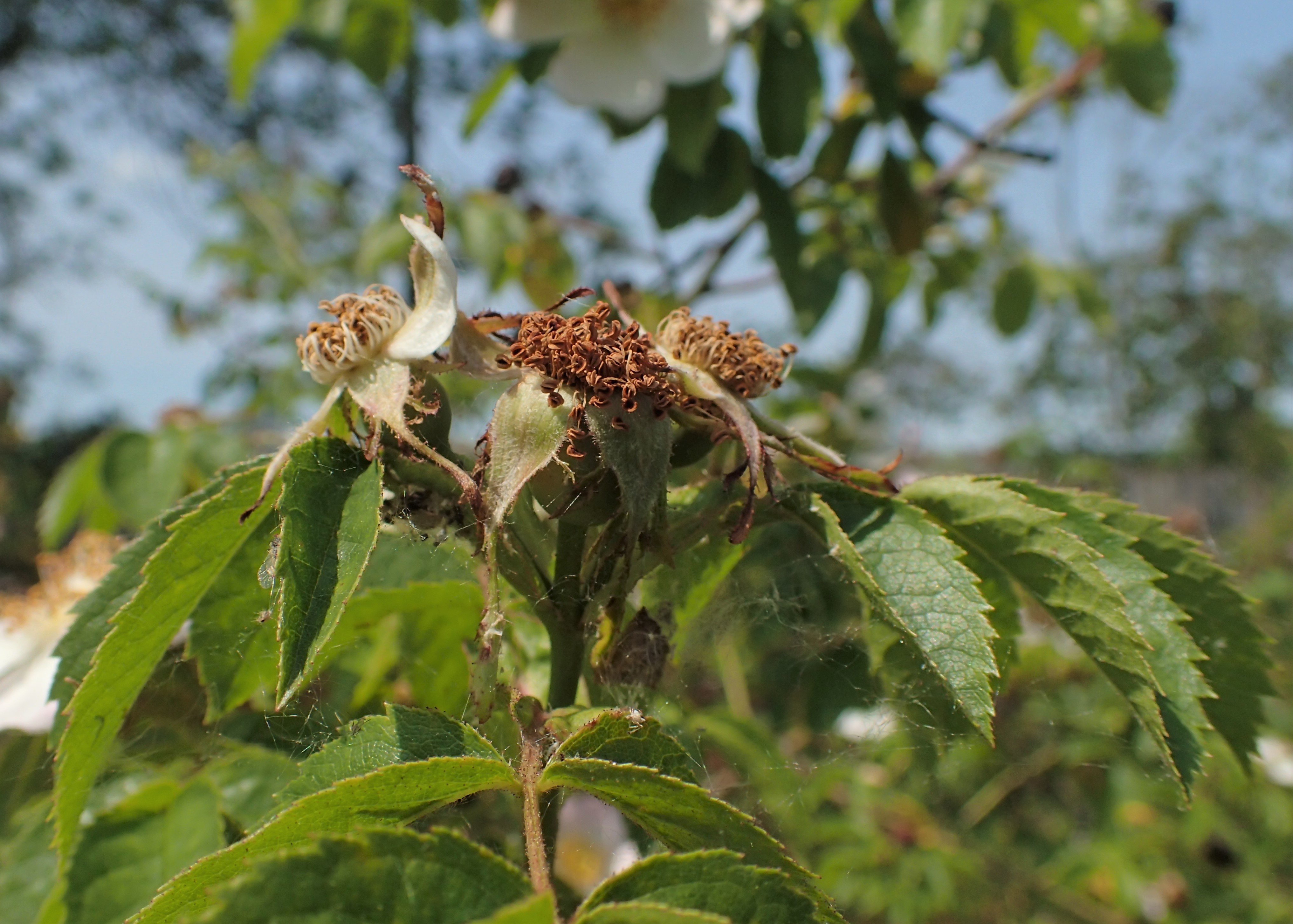
Po przekwitnieniu – dojrzewające owoce

Róża węgierska (Rosa zalana Wiesb.) – gatunek krzewu z rodziny różowatych. Występuje w Europie Środkowej, w tym także na rozproszonych stanowiskach w Polsce. Przy stosunkowo niewielkim zasięgu jest w dodatku w jego obrębie dość rzadkim gatunkiem – o mocno rozproszonych stanowiskach. Rośnie w zaroślach na nasłonecznionych stokach i przydrożach. Jest to takson nieco kłopotliwy do oznaczenia – wyróżnia się zielonymi, a nie sinymi liśćmi, owocami szerszymi niż dłuższymi (kulistymi do nieco spłaszczonych) i grubymi, ogruczolonymi szypułkami.

## Zasięg geograficzny
Gatunek występuje dziko w Europie Środkowej. Zwarty zasięg obejmuje Słowację i północno-wschodnie Węgry. Mniej licznie rośnie w zachodniej Rumunii, wschodniej Austrii i w Polsce. Poza Kotliną Pannońską spotykany jest na bardzo rozproszonych stanowiskach, zwykle na niżu – najwyższe stanowiska sięgają 800 m n.p.m. W XIX wieku znaleziony został na jednym stanowisku w Chorwacji i później już nie został nigdy tam potwierdzony. Jako gatunek wątpliwy i wymagający weryfikacji róża ta podana została także z Białorusi, krajów bałtyckich i Ukrainy.
W Polsce gatunek znany z pojedynczych stanowisk głównie z zachodniej części kraju – z Niziny Szczecińskiej, w lubuskim z doliny Odry i koło Żagania, poza tym z okolic Poznania. We wschodniej części kraju znany jedynie z okolic Puław.

## Morfologia
PokrójKrzew o pędach łukowatych do przewisających, osiągający od 0,5 do 3 m wysokości. O pędach tęgich, pokrytych kolcami zakrzywionymi i mniej licznymi igiełkowatymi (prostymi) oraz gruczołkami.
LiściePierzasto złożone z 5–7 listków. U nasady z ogruczolonymi przylistkami. Osadki liściowe owłosione lub nagie, ale zawsze mocno ogruczolone i kolczaste. Listki jajowate do eliptycznych, zielone, owłosione i ogruczolone po obu stronach, rzadko z wierzchu nagie. Na brzegu piłkowane gruczołowato.
KwiatyWyrastają zwykle zebrane w wielokwiatowe kwiatostany. Osadzone są na szypułkach grubych, ogruczolonych (rzadko nagich), osiągających 3 cm długości. Działki kielicha pierzasto podzielone, na brzegu i grzbiecie ogruczolone. koronę kwiatu tworzy 5 różowych płatków. Pręciki bardzo liczne. Szyjki słupków w różnym stopniu owłosione, wystają tworząc główkę ponad szerokim orficjum.
OwoceNiełupki osiągające 5–6 mm długości i 3–4 mm średnicy, zwykle bocznie spłaszczone. Na wierzchołku są zaostrzone i tu z kępką włosków. Powierzchnia falista w kolorze żółtym do czerwonego. Zebrane są wewnątrz ciemnoczerwonych (po dojrzeniu), mięsistych i nagich lub ogruczolonych owoców pozornych (szupinkowych) o kształcie kulistym, często szerszych niż dłuższych. Owoc pozorny zwieńczony jest utrzymującymi się po przekwitnieniu, rozpostartymi działkami.

## Biologia i ekologia
Kwitnie w czerwcu. 
Rośnie w zaroślach na nasłonecznionych stokach, miedzach, skrajach lasów, porzuconych pastwiskach i winnicach.
Liczba chromosomów 2n = 35.

## Systematyka
Gatunek opisany został jako blisko spokrewniony z Rosa caryophyllacea, od której różni się kulistymi lub spłaszczonymi owocami rzekomymi (u R. caryophyllacea są one eliptyczne do jajowatych) i ogruczolonymi, a nie nagimi szypułkami. Niektórzy autorzy, zarówno w XIX, jak i w XX wieku traktowali ten takson jako odmianę R. caryophyllacea Besser var. zalana (Wiesb.) J.B. Keller. W drugiej połowie XX wieku stwierdzono, że gatunek ten jest najwyraźniej mieszańcem róży rdzawej R. rubiginosa i polnej R. agrestis. Jest to jednak poddawane jako wątpliwe, ponieważ żaden z gatunków rodzicielskich nie ma liści ogruczolonych po obu stronach blaszki, co ma miejsce u róży węgierskiej. Inna hipoteza widzi w tym taksonie mieszańca róży francuskiej R. gallica i dzikiej R. canina.
Gatunek zaliczany jest do sekcji Caninae de Candolle ex Seringe podrodzaju Rosa w obrębie rodzaju róża Rosa z rodziny różowatych Rosaceae. 
Opisano mieszańca R. × pomazensis Deg. (R. zalana × R. gallica).